# 蓬沙罗
蓬沙罗（法語：Pontcharraud，法語發音：[pɔ̃ʃaʁo]）是法国克勒兹省的一个市镇，属于欧比松区。

## 地理
蓬沙罗（45°51'51"N, 2°16'16"E）面积9.56 平方千米，位于法国新阿基坦大区克勒兹省，该省份为法国中部省份，位于法國中央高原西北部，北起安德尔省和谢尔省，西接维埃纳省，南至科雷兹省，东临多姆山省，东北与阿列省接壤。
与蓬沙罗接壤的市镇（或旧市镇、城区）包括：内乌、圣弗里翁、圣乔治尼格勒蒙、克罗附近圣莫里斯。

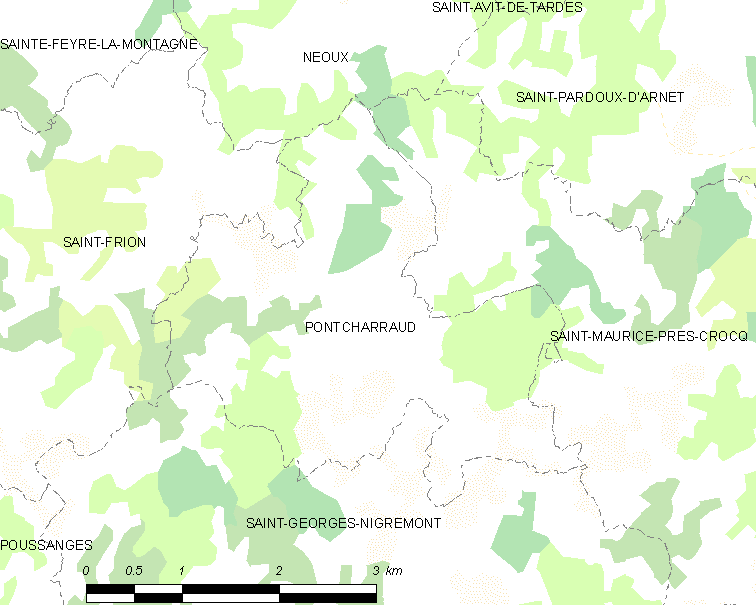
蓬沙罗的OSM定位图

蓬沙罗的时区为UTC+01:00、UTC+02:00（夏令时）。

## 行政
蓬沙罗的邮政编码为23260，INSEE市镇编码为23156。

## 政治
蓬沙罗所属的省级选区为欧藏斯县。

## 人口

1962-2008年间蓬沙罗人口变化图示

蓬沙罗于2022年1月1日时的人口数量为83人。